# Mesopolobus gemellus
Mesopolobus gemellus is een vliesvleugelig insect uit de familie Pteromalidae. De wetenschappelijke naam is voor het eerst geldig gepubliceerd in 2007 door Baur & Muller.